# Telč
Telč (Duits: Teltsch) is een Tsjechische stad in de regio Vysočina, en maakt deel uit van het district Okres Jihlava.
Telč telt 5812 inwoners.
De oudste vermelding van Telč stamt uit het jaar 1207. Het historische centrum van Telč staat sind 1992 op de Werelderfgoedlijst van UNESCO.

## Bezienswaardigheden
- Markt met renaissance- en barokhuizen uit de 16de en 17de eeuw
- Kasteel Telč
- Vestingwerken
- Heilige Geestkerk (Kostel svatého Ducha)
- Sint-Jakobskerk (Kostel svatého Jakuba)
- Jezuïetenkerk uit 1666

Arnolec ·
Batelov ·
Bílý Kámen ·
Bítovčice ·
Bohuslavice ·
Borovná ·
Boršov ·
Brtnice ·
Brtnička ·
Brzkov ·
Cejle ·
Cerekvička-Rosice ·
Černíč ·
Čížov ·
Dlouhá Brtnice ·
Dobronín ·
Dobroutov ·
Dolní Cerekev ·
Dolní Vilímeč ·
Doupě ·
Dudín ·
Dušejov ·
Dvorce ·
Dyjice ·
Hladov ·
Hodice ·
Hojkov ·
Horní Dubenky ·
Horní Myslová ·
Hostětice ·
Hrutov ·
Hubenov ·
Hybrálec ·
Jamné ·
Jersín ·
Jezdovice ·
Ježená ·
Jihlava ·
Jihlávka ·
Jindřichovice ·
Kalhov ·
Kaliště ·
Kamenice ·
Kamenná ·
Klatovec ·
Kněžice ·
Knínice ·
Kostelec ·
Kostelní Myslová ·
Kozlov ·
Krahulčí ·
Krasonice ·
Lhotka ·
Luka nad Jihlavou ·
Malý Beranov ·
Markvartice ·
Měšín ·
Milíčov ·
Mirošov ·
Mrákotín ·
Mysletice ·
Mysliboř ·
Nadějov ·
Nevcehle ·
Nová Říše ·
Olšany ·
Olší ·
Opatov ·
Ořechov ·
Otín ·
Panenská Rozsíčka ·
Panské Dubenky ·
Pavlov ·
Plandry ·
Polná ·
Puklice ·
Radkov ·
Rančířov ·
Rantířov ·
Rohozná ·
Rozseč ·
Růžená ·
Rybné ·
Řásná ·
Řídelov ·
Sedlatice ·
Sedlejov ·
Smrčná ·
Stáj ·
Stará Říše ·
Stonařov ·
Strachoňovice ·
Střítež ·
Suchá ·
Svojkovice ·
Šimanov ·
Švábov ·
Telč ·
Třešť ·
Třeštice ·
Urbanov ·
Ústí ·
Vanov ·
Vanůvek ·
Vápovice ·
Velký Beranov ·
Větrný Jeníkov ·
Věžnice ·
Věžnička ·
Vílanec ·
Volevčice ·
Vyskytná nad Jihlavou ·
Vysoké Studnice ·
Vystrčenovice ·
Záborná ·
Zadní Vydří ·
Zbilidy ·
Zbinohy ·
Zdeňkov ·
Zhoř ·
Zvolenovice ·
Žatec ·
Ždírec
Bedevaartskerk van St-Johannes van Nepomuk in Zelená Hora ·
Historish centrum van Český Krumlov ·
Tuinen en kasteel van Kroměříž ·
Historisch dorp Holašovice ·
Drievuldigheidszuil in Olomouc ·
Joodse wijk en Sint-Procopiusbasiliek in Třebíč ·
Kutná Hora: historisch stadscentrum met Sint-Barbarakerk en O.L.Vrouwekathedraal in Sedlec ·
Cultuurlandschap Lednice-Valtice ·
Kasteel van Litomyšl ·
Historisch centrum van Praag ·
Historisch centrum van Telč ·
Villa Tugendhat in Brno ·
Mijnstreek Erzgebirge/Krušnohoří ·
Landschap voor het fokken en het africhten van ceremoniële koetspaarden in Kladruby nad Labem ·
Historische kuuroorden van Europa (Františkovy Lázně, Karlovy Vary, Mariánské Lázně) ·
Oude en voorhistorische beukenbossen van de Karpaten en andere regio's van Europa
- Bibliothèque nationale de France: cb15540373k (data)
- Gemeinsame Normdatei: 4119551-6
- Library of Congress Control Number: no95005025
- Nationale Bibliotheek van Letland: 000339268
- Nationale Bibliotheek van Tsjechië: ge131052
- Nationale Bibliotheek van Israël: 987007533291305171
- Système universitaire de documentation: 154089370
- Virtual International Authority File: 160098148
- WorldCat: E39PBJfMjqTQhH6mGkQXXBR7pP